# Архимандрит Сергије (Рекић)
Сергије Рекић (Лончарица, 4. март 1967) архимандрит је Српске православне цркве и игуман Манастир Острога.

## Биографија
Архимандрит Сергије (Рекић) рођен је у Лончарици 4. марта 1967. године, агроном, студира на Богословском факултету у Фочи. Замонашен 17. јула 2004. године у Острошком скиту Јован До од митрополита црногорско-приморског др Амфилохија Радовића.
Рукоположен за јерођакона 22. децембра 2007. године у Манастиру Подмаине а за јеромонаха 12. јула 2008. године у Цетињском манастиру од митрополита црногорско-приморског др Амфилохија.
Одликован звањем протосинђела 8. октобара 2017. године у Саборној цркви у Подгорици. Обавља дужност економа манастира од 2011. године. На празник Светог Василија Острошког 12. маја 2022. године, одликован ке звањем архимандрита од стране Његове светостиПорфирија 